# Bourgeois
Bourgeois (von frz. bourgeois ‚Bürger[in]‘, zu bourg ‚Burg‘) ist ein ursprünglich französischer Familienname.

## Namensträger
- Alex Bourgeois (* 1914), belgischer Fechter
- Amandine Bourgeois (* 1979), französische Sängerin
- Armand François M. Le Bourgeois (1911–2005), französischer Geistlicher, Bischof von Autun
- Auguste Anicet-Bourgeois (1806–1871), französischer Theaterdichter
- Célia Bourgeois (* 1983), französische Skilangläuferin
- Charles Bourgeois (Theologe) (1600/1601–1672), französischer Zisterzienser, Theologe und Jurist
- Charles Bourgeois (Politiker) (1879–1940), kanadischer Politiker
- Charles Bourgeois (Schriftsteller), Schriftsteller
- Charles-François Bourgeois (1759–1821), französischer General
- Charles Guillaume Alexandre Bourgeois (1759–1832), französischer Maler und Physiker
- Charlie Bourgeois (Musikproduzent) (Charles Bourgeois; 1919–2014),  US-amerikanischer Musikveranstalter und -produzent
- Charlie Bourgeois (Eishockeyspieler) (Charles Marc Bourgeois; * 1959), kanadischer Eishockeyspieler
- Christian Bourgeois (* 1944), französischer Motorradrennfahrer
- Conrad Bourgeois (1855–1901), Schweizer Forstwissenschaftler
- Dana Bourgeois (* 1953), US-amerikanischer Gitarrenbauer
- Derek Bourgeois (1941–2017), britischer Komponist und Hochschullehrer
- Désiré Bourgeois (1908–1996), belgischer Fußballspieler
- Djo-Bourgeois (eigentlich Georges Bourgeois; 1898–1937), französischer Architekt, Innenarchitekt und Gestalter
- Élodie Bourgeois-Pin (* 1982), französische Skilangläuferin
- Émile Bourgeois (1857–1934), französischer Historiker
- Emmanuel-David Bourgeois (1803–1865), Schweizer Politiker
- Francis Bourgeois (1756–1811), britischer Maler und Kunsthändler
- Geert Bourgeois (* 1951), belgischer Rechtsanwalt und Politiker (N-VA)
- Gérard Bourgeois (1936–2016), französischer Komponist und Liedtexter
- Jacques Bourgeois (* 1958), Schweizer Politiker (FDP)
- Jean Bourgeois de Montibus († 1530), deutscher Geistlicher, Weihbischof von Köln
- Jean Bourgeois (Diplomat) (1926–1999), Schweizer Diplomat
- Jean Bourgeois (Archäologe) (* 1955), belgischer Archäologe
- Jean-Louis Goldwater Bourgeois (1940–2022), US-amerikanischer Menschenrechtsaktivist und Autor
- Jean-Marie Bourgeois (1939–2020), französischer Nordischer Kombinierer
- Joël Bourgeois (* 1971), kanadischer Hindernisläufer
- Jules Bourgeois (1846–1911), französischer Insektenkundler
- Léon Bourgeois (1851–1925), französischer Jurist und Staatsmann
- Louise Bourgeois (1911–2010), französische Malerin und Bildhauerin
- Lloyd Bourgeois (1903–1968), US-amerikanischer Dreispringer
- Louis Bourgeois (Politiker), Schweizer Politiker
- Louis Bourgeois (Geistlicher) (1819–1878), französischer Geistlicher und Prähistoriker
- Louis Bourgeois (Fußballspieler) (1937–2022), französischer Fußballspieler
- Louis Bourgeois (Fechter) (* 1992/1993), Schweizer Fechter
- Louyse Bourgeois (1563–1636), französische Hebamme und Autorin
- Loys Bourgeois (auch Louis Bourgeois; um 1510–nach 1561), französischer Komponist
- Maxime Bourgeois (* 1991), französischer Fußballspieler
- Paul Bourgeois (1898–1974), belgischer Astronom
- Pierre Bourgeois (Bibliothekar) (1897–1971), Schweizer Bibliothekar
- Pierre Bourgeois (Dichter) (1898–1976), belgischer Dichter
- Robert Bourgeois (1857–1945), französischer General
- Roy Bourgeois (* 1938), US-amerikanischer Geistlicher und Menschenrechtsaktivist
- Thibaut Bourgeois (* 1990), französischer Fußballspieler
- Thomas-Louis Bourgeois (1676–1750), französischer Komponist
- Vera Bourgeois (* 1961), deutsche Künstlerin
- Victor Bourgeois (1897–1962), belgischer Architekt und Stadtplaner
- Yvonne Bourgeois (1902–1983), französische Tennisspielerin

Siehe auch
- Bourgeoisie